# Biblioteca Stanton
La Biblioteca Stanton (en inglés, Stanton Library) es la biblioteca central del sector norte de la ciudad de Sídney, Nueva Gales del Sur, Australia. Está considerada como una de las mejores bibliotecas municipales de Australia, y posee importantes recursos bibliográficos sobre la historia de Nueva Gales del Sur. En los años 2004 y 2005 se realizaron obras de ampliación y mejora. Forma parte de la alianza Shorelink, un conjunto de bibliotecas de diversos municipios de Harbourside en el norte de Sídney.